# Karl Holdhaus
Karl Holdhaus (* 21. Jänner 1883 in Baden bei Wien; † 30. Juni 1975) war ein österreichischer Zoologe.

## Leben
Holdhaus wuchs in Kärnten auf. An der Universität Wien studierte er Zoologie und Geologie. Ebenda wurde er 1905 zum Dr. phil. promoviert. Von 1905 bis 1949 arbeitete er am Naturhistorischen Museum in Wien. Nachdem Ludwig Ganglbauer verstorben war betreute Holdhaus dort die coleopterologische Sammlung. Zu deren Erweiterung trug er besonders durch Aufsammlungen in den Ostalpen bei. Ab 1933 war Holdhaus Direktor der Zoologischen Abteilung.
Holdhaus arbeitete in den Bereichen Geologie, Taxonomie, Biogeographie und Museologie, war aber vor allem Zoogeograph. Er erforschte die Mittelmeerländer, die europäischen Hochgebirge (besonders die Alpen und Karpaten), die durch die Eiszeiten des Pleistozäns bedingten Verbreitungsmuster der europäischen Fauna, die Fauna kontinentaler und ozeanischer Inseln sowie die Verbreitung der Insekten auf der Erde.

## Veröffentlichungen
- mit Theodor Proßen: Verzeichnis der bisher in Kärnten beobachteten Käfer. Carinthia II, Klagenfurt 1900–1906 (zobodat.at [PDF] mit 10 Fortsetzungen).
- Ergebnisse einer coleopterischen Reise in den Kärntner Alpen im Sommer 1900. Carinthia II 91, Klagenfurt 1901, S. 11–19 (zobodat.at [PDF]).
- Colepterologische Studien I, Über den Umfang von Trechus subnotatus. Dej. Verh. zool. bot. Ges. Wien 52, 1902.
- Beiträge zur Koleopterengeographie. Akad. Druck- u. Verlagsanstalt Graz 1, 1903, S. 256–257.
- Beiträge zur Kenntnis der Coleopterengeographie der Ostalpen I. Koleopt. Ztschr. 1, 1904, S. 215–228.
- Geologisch-petrographische Exkursion des naturwissenschaftlichen Vereines, Ostern 1905. Anhang: Zoologische Ergebnisse der Exkursion. Mitteilungen des Naturwissenschaftlichen Vereins an der Universitaet Wien 4, 1906, S. 102–104 (zobodat.at [PDF]).
- Nuovi coleotteri de la Toscana. Est. Rivista Coleotterol. Ital. 2 1905.
- Über die Verbreitung der Koleopteren in den mitteleuropäischen Hochgebirgen. Verh. zool.-bot. Ges. Wien 56, 1906, S. 629–639.
- Vorträge. Die Verbreitung der Koleopteren in den Hochgebirgen Mitteleuropas. Mitteilungen des Naturwissenschaftlichen Vereins an der Universitaet Wien 5, 1907, S. 100–101 (zobodat.at [PDF]).
- Kritisches Verzeichnis der Pselaphiden und Scymacniden der Ionischen Inseln (Col.). D. Ent. Ztschr. H. 1, 1908.
- Koleopterologische Studien in Italien. Entom. Wochenbl. 25, 1908.
- Ein neues Cephennium aus den Transsylvanischen Alpen. Ann. Mus. Nat. Hung. 6, 1908.
- Bericht einer koleopterologischen Exkursion in das Gebiet des Großglockners. Verh. zool. bot. Ges. Wien 59, 1909.
- Ergebnisse einer koleopterologischen Exkursion in das Gebiet des Großglockners. Verh. zool.-bot. Ges. Wien 59, 1909, S. 365–368.
- Die Siebetechnik zum Aufsammeln der Terricolfauna (nebst Bemerkungen über die Ökologie der im Erdboden lebenden Tierwelt). Ztschr. wiss. Insektenbiol. 6, 1910, S. 1–4 und 44–57
- mit Friedrich Deubl: Untersuchungen über die Zoogeographie der Karpathen (unter besonderer Berücksichtigung der Coleopteren). (Mit 1 Karte). (Inhaltsübersicht Seiten I–VI.) Gewidmet Ludwig Ganglbauer. Abhandlungen des Kaiserlich- und Königlichen Zoologisch-Botanischen Gesellschaft in Wien. 6_1, 1910, S. 1–202 (zobodat.at [PDF]).
- Vorträge. Über Ökologie und Sammeltechnik der im Erdboden lebenden Tierwelt. Mitteilungen des Naturwissenschaftlichen Vereins an der Universitaet Wien 8, 1910, S. 83 (zobodat.at [PDF]).
- Kritisches Verzeichnis der boreoalpinen Tierformen (Glazialrelikte) der mittel- und südeuropäischen Hochgebirge. Annalen des Naturhistorischen Museums in Wien 26, 1912, S. 399–440 (zobodat.at [PDF]).
- Über die Coleopteren- und Molluskenfauna des Nonte Gargano. Denkschriften der Akademie der Wissenschaften 87, Wien 1912, S. 431–465 (zobodat.at [PDF]).
- Monographie der paläarktischen Arten der Coleopterengattung Microlestes (mit 32 Textfiguren). Denkschriften der Akademie der Wissenschaften 88, Wien 1913, S. 477–540 (zobodat.at [PDF]).
- Nachträge und Berichtigungen zum Verzeichnis der Coleopteren des Monte Gargano. Wiener Entomologische Zeitung 34, 1915, S. 349–352 (zobodat.at [PDF]).
- Über den geologischen Bau des Königstuhlgebietes in Kärnten. Austrian Journal of Earth Sciences 14, 1921, S. 85–103 (zobodat.at [PDF]).
- Spuren der Eiszeit im Faunenbild von Europa. Veröff. Verein. Freunde Naturhist. Mus. 4, 1924, S. 1–22.
- Die rezente Tierwelt der landfernen Inseln und das Problem der Konstanz der Ozeane. Mitteilungen der Österreichischen Geologischen Gesellschaft = Austrian Journal of Earth Sciences 25, 1932, S. 94–114 (zobodat.at [PDF]).
- Neue Untersuchungen über den geologischen Bau des Königstuhlgebietes in Kärnten. Mitteilungen der Österreichischen Geologischen Gesellschaft = Austrian Journal of Earth Sciences 25, 1932, S. 177–194 (zobodat.at [PDF]).
- Die europäische Höhlenfauna in ihren Beziehungen zur Eiszeit. Zoogeographica, Jena 1, 1932, S. 1–53.
- Das Phänomen der Massifs de refuge in der Koleopterenfauna der Alpen. C.R.V. Congres Int. d'Ent. 1932, Paris 1933, S. 397–406
- Über den Schutz der einheimischen Insektenfauna. Acta Entomologica Slovenica 22(7/8), 1935, S. 97–101 (zobodat.at [PDF]).
- Zur Kenntnis des Subgenus Oreorrhynchus (Col. Corculionidae). Rev. franc. d Entomol. 3(1), 1936, S. 46–53.
- Eine neue alpine Pselaphidenart aus den Kalkalpen von Nordtirol. Ent. Bl. 33(6), 1937, S. 441–443.
- Verschiedenartige Verbreitungsbilder unter den boreoalpinen Insekten Europas. Verh. VII. Int. Kongr. Entom. Berlin, 1938, S. 1.
- mit C. H. Lindroth: Die europäischen Koleopteren mit boreoalpiner Verbreitung. Annalen des Naturhistorischen Museums in Wien 50, 1939, S. 123–293 (zobodat.at [PDF]).
- Die Tierwelt des Hochgebirges in ihren Beziehungen zur Eiszeit. I. Teil: Die Tiere mit boreoalpiner Verbreitung. Ztschr. Deutsch. Alpenver., 1939, S. 148–157
- Zur Kenntnis der in den Alpen lebenden Arten des Subgenus Leirides Putz. (Carabidae). Boll. Soc. Ent. Ital. 74(2), 1942, S. 2–29.
- Eine neue Rasse von Trechus longulus Dan. aus den südlichen Dolomiten (Coleopterea-Carabidae). Mem. Soc. Ent. Ital., 1950, S. 29.
- Über die museale Darstellung der Naturwissenschaften, insbesondere der Zoologie. Verhandlungen der Zoologisch-Botanischen Gesellschaft in Wien 92, 1951, S. 67–98 (zobodat.at [PDF]).
- Über den Begriff des Plagiates in der Naturwissenschaft. Ent. NachrBl. oest. schw. Ent. 4, S. 1952, S. 12–15.
- Die Spuren der Eiszeit in der Tierwelt Europas. Abhandlungen der Zoologisch-Botanischen Gesellschaft in Österreich 18, 1954, S. 1–493 (zobodat.at [PDF]).
- Nuove ricerche sul problema dell’Adriatide. Mem. Soc. Ent. Ital. 35, 1956, S. 5–13.